# Alpha Lyncis
Alpha Lyncis is de helderste ster in het sterrenbeeld Lynx. Het is een rode reus die zich momenteel ontwikkelt tot een mira-veranderlijke.

## Abell 779 en Arp 315
Alpha Lyncis kan als gidsster fungeren om de zich een driekwart graad zuidelijker bevindende groep sterrenstelsels Abell 779 op te sporen, bestaande uit NGC 2823, NGC 2825, NGC 2826, NGC 2827, NGC 2828, NGC 2830 (Arp 315), NGC 2831 (Arp 315), NGC 2832 (Arp 315), NGC 2833, en NGC 2839.